# Gouvernement Duncan I
Pour les articles homonymes, voir Gouvernement Duncan.
Première République
Ouattara Duncan II
Le gouvernement Daniel Kablan Duncan (1) est le premier gouvernement de Daniel Kablan Duncan formé six jours après la démission du gouvernement Alassane Ouattara. C'est le premier gouvernement après l'ère Félix Houphouët-Boigny et du président par intérim Henri Konan Bédié. Il est le 17e gouvernement de la Première République, et prend fin en octobre 1995. Il est également composé de bon nombre de membres du PDCI.

## Composition du gouvernement

### Premier ministre
| Image | Fonction                                                          |  | Nom                  | Parti |
| ----- | ----------------------------------------------------------------- |  | -------------------- | ----- |
|       | Premier ministre, ministre de l'Economie, des finances et du plan |  | Daniel Kablan Duncan | PDCI  |

### Ministres d'État
| Image | Ministère                       |  | Nom                     | Parti |
| ----- | ------------------------------- |  | ----------------------- | ----- |
|       | Relations avec les Institutions |  | Timothée Ahoua N'Guetta | PDCI  |
|       | Intégration nationale           |  | Laurent Dona Fologo     | PDCI  |

### Ministres
| Image | Fonction                                                                          |  | Nom                          | Parti |
| ----- | --------------------------------------------------------------------------------- |  | ---------------------------- | ----- |
|       | Culture                                                                           |  | Bernard Zadi Zaourou         | SE    |
|       | Défense                                                                           |  | Léon Konan Koffi             | PDCI  |
|       | Éducation nationale                                                               |  | Pierre Kipré                 | SE    |
|       | Affaires étrangères                                                               |  | Amara Essy                   | PDCI  |
|       | Intérieur                                                                         |  | Émile Constant Bombet        | PDCI  |
|       | Garde des Sceaux (Justice)                                                        |  | Faustin Kouamé               | PDCI  |
|       | Enseignement supérieur et Recherche scientifique                                  |  | Saliou Touré                 | SE    |
|       | Agriculture et Ressources animales                                                |  | Lambert Kouassi Konan        | PDCI  |
|       | Matières premières                                                                |  | Guy Emmanuel Alain Gauze     | PDCI  |
|       | Équipement, Transport et Télécommunications                                       |  | Ezan Akélé                   | PDCI  |
|       | Industrie, Mines et Énergie                                                       |  | Yed Esaïe Angoran            | PDCI  |
|       | Santé et Protection sociale                                                       |  | Frédéric François Alain Ekra | PDCI  |
|       | Équipement, Transport et Tourisme                                                 |  | Adama Coulibaly              | PDCI  |
|       | Environnement, Construction et Urbanisme                                          |  | Ezan Akélé                   | PDCI  |
|       | Sécurité                                                                          |  | Gaston Ouassénan Koné        | PDCI  |
|       | Santé publique et Affaires sociales                                               |  | Maurice Kakou Guikahué       | PDCI  |
|       | Mines et Énergie                                                                  |  | Mohamed Lamine Fadika        | PDCI  |
|       | Industrie et Commerce                                                             |  | Ferdinand Kacou Angora       | PDCI  |
|       | Construction et Urbanisme                                                         |  | Albert Kakou Tiapani         | PDCI  |
|       | Emploi et Fonction publique                                                       |  | Laurent Atsain Achi          | PDCI  |
|       | Communication                                                                     |  | Danièle Boni-Claverie        | PDCI  |
|       | Promotion environnement et Tourisme                                               |  | Lanciné Gon Coulibaly        | PDCI  |
|       | Famille et Promotion de la Femme                                                  |  | Albertine Gnanazan Hépié     | PDCI  |
|       | Jeunesse et Sports                                                                |  | Zakpa Komenan                | PDCI  |
|       | Délégué auprès du Premier ministre, chargé de l’Économie, des Finances et du Plan |  | Niamien N'Goran              | PDCI  |

## Démission
Le gouvernement démissionne le 22 octobre 1995 au soir de l'annonce de l'élection d'Henri Konan Bédié à la présidence.